# Moll Flanders, el coratge d'una dona
Moll Flanders, el coratge d'una dona (títol original: Moll Flanders) és una pel·lícula estatunidenco-irlandesa dirigida per Pen Densham, estrenada l'any 1996. Ha estat doblada al català.
El film és una adaptació de la novel·la Gràcies i Desgràcies de la famosa Moll Flanders de Daniel Defoe.

## Argument
Nascuda en la misèria del Londres de principis del segle xviii, Moll Flanders aprèn aviat les lliçons d'una vida de desgràcies i crueltats. Filla d'una dona condemnada a morir en la forca, es va educar amb unes monges que no van poder dominar el seu esperit indòmit. Moll s'aferra a la idea que un dia coneixerà la felicitat, però fins que aquest moment arribi, no dubta a robar i prostituir-se per sobreviure, sempre somiant amb una vida millor. La seva sort canvia quan un artista la contracta com a model i s'enamora d'ella.

## Repartiment
- Robin Wright Penn: Moll Flanders
- Morgan Freeman: Hibble
- Stockard Channing: Mme Allworthy
- Brenda Fricker: Mme Mazzawatti
- Geraldine James: Edna
- Aisling Corcoran: Flora
- Jim Sheridan: El sacerdot
- Cathy Murphy: Polly
- Emma McIvor: Mary
- Maria Doyle Kennedy: Alice
- Jeremy Brett: El pare de l'artista

## Rebuda
- 1997: 4 nominacions als premis Golden Satellite. incloent-hi actriu dramàtica (Robin Wright)
- Crítica 
  - "Brillant posada en escena i interpretacions lloables per a un drama d'època molt recomanable. Notable"[3]
  - "Té una factura i actors sòlids"[4]